# Hafellia pseudotetrapla
Hafellia pseudotetrapla är en lavart som beskrevs av Pusswald 2000. Hafellia pseudotetrapla ingår i släktet Hafellia och familjen Caliciaceae.   Inga underarter finns listade i Catalogue of Life.